# Lijst van wettelijk beschermde planten in België
Bij de op 12 juli 1973 in werking getreden Wet op het natuurbehoud en het Koninklijk Besluit van 16 februari 1976 houdende maatregelen ter bescherming van bepaalde in het wild groeiende planten - gewijzigd door het decreet van 6 december 2001 - zijn 124 plantensoorten, waaronder veel orchideeën en soorten met opvallende bloemen, wettelijk beschermd in België.
Het Koninklijk Besluit is opgeheven in 2009 en vervangen door de bijlage toegevoegd aan het Soortenbesluit.
Dit KB vermeldt drie bijlagen:
- bijlage A : verbod van plukken, verplanten, beschadigen of vernielen van planten of plantedelen.
- bijlage B : als A voor ondergrondse plantedelen.
- bijlage C : uittrekken of oogsten voor handels- of industriële doeleinden is verboden.

Van soorten met een vraagteken (?) is niet meer zeker of ze nog in België voorkomen, soorten met een † zijn in België uitgestorven.
Hieronder volgt de lijst met wettelijk beschermde plantensoorten in België.
| Nederlandse naam         | Wetenschappelijke naam              | Bijlage |
| ------------------------ | ----------------------------------- | ------- |
| Aangebrande orchis       | Orchis ustulata                     | A       |
| Aapjesorchis             | Orchis simia                        | A       |
| Alpenwolfsklauw          | Diphasiastrum alpinum               | A       |
| Amblève-huislook         | Sempervivum funckii var. aqualiense | A       |
| Bergcentaurie            | Centaurea montana                   | B       |
| Bergnachtorchis          | Platanthera chlorantha              | B       |
| Bijenorchis              | Ophrys apifera                      | A       |
| Blauwe zeedistel         | Eryngium maritimum                  | A       |
| Bleek bosvogeltje        | Cephalanthera damasonium            | A       |
| Bokkenorchis             | Himantoglossum hircinum             | A       |
| Bosorchis                | Dactylorhiza fuchsii                | B       |
| Boswolfsklauw            | Lycopodium zeilleri                 | A       |
| Bottelroos               | Rosa villosa                        | B       |
| Brede orchis             | Dactylorhiza majalis ssp. majalis   | B       |
| Brede wespenorchis       | Epipactis helleborine               | B       |
| Bruinrode wespenorchis   | Epipactis atrorubens                | B       |
| Christoffelkruid         | Actaea spicata                      | B       |
| Cipreswolfsklauw         | Diphasiastrum tristachyum           | A       |
| Dennenorchis             | Goodyera repens                     | B       |
| Drijvende egelskop       | Sparganium angustifolium            | A       |
| Duinroos                 | Rosa pimpinellifolia                | B       |
| Duizendguldenkruid       | Centaurium erythraea                | C       |
| Eénbloemige zeekraal     | Salicornia pusilla                  | C       |
| Egelantier               | Rosa rubiginosa                     | B       |
| Engels gras              | Armeria maritima                    | B       |
| Fraai duizendguldenkruid | Centaurium pulchellum               | C       |
| Geelgroene wespenorchis  | Epipactis muelleri                  | B       |
| Gekroesde rolvaren       | Cryptogramma crispa                 | A       |
| Gele plomp               | Nuphar lutea                        | B       |
| Gesteelde zoutmelde      | Halimione pedunculata               | A       |
| Geurige muggenorchis     | Gymnadenia odoratissima             | A       |
| Gevlekte orchis          | Dactylorhiza maculata               | B       |
| Gewone dopheide          | Erica tetralix                      | B       |
| Graslelie                | Anthericum liliago                  | B       |
| Groene nachtorchis       | Coeloglossum viride                 | B       |
| Groenknolorchis          | Liparis loeselii                    | A       |
| Grote keverorchis        | Listera ovata                       | B       |
| Grote muggenorchis       | Gymnadenia conopsea                 | B       |
| Grote witte boterbloem   | Ranunculus platanifolius            | B       |
| Grote wolfsklauw         | Lycopodium clavatum                 | A       |
| Harlekijn                | Orchis morio                        | A       |
| Heemst                   | Althaea officinalis                 | B       |
| Heidewikke               | Vicia orobus                        | A       |
| Herfstschroeforchis      | Spiranthes spiralis                 | B       |
| Hondskruid               | Anacamptis pyramidalis              | A       |
| Honingorchis             | Herminium monorchis                 | B       |
| Hommelorchis             | Ophrys fuciflora                    | A       |
| IJle orchis              | Orchis laxiflora                    | ?       |
| Isslers wolfsklauw       | Diphasiastrum issleri               | A       |
| Jeneverbes               | Juniperus communis                  | A       |
| Kamfer-alsem             | Artemisia alba                      | A       |
| Kleinbloemige roos       | Rosa micrantha                      | B       |
| Kleine keverorchis       | Listera cordata                     | ?       |
| Kleine plomp             | Nuphar pumilla                      | †       |
| Kleine wespenorchis      | Epipactis microphylla               | †       |
| Kleine wolfsklauw        | Diphasiastrum complanatum           | A       |
| Kleine zonnedauw         | Drosera intermedia                  | A       |
| Klokjesgentiaan          | Gentiana pneumonanthe               | A       |
| Koningsvaren             | Osmunda regalis                     | B       |
| Koraalwortel             | Corallorhiza trifida                | B       |
| Kortarige zeekraal       | Salicornia europaea                 | C       |
| Kraagroos                | Rosa agrestis                       | B       |
| Krabbenscheer            | Stratiotes aloides                  | A       |
| Kruisbladgentiaan        | Gentiana cruciata                   | A       |
| Lamsoor                  | Limonium vulgare                    | B       |
| Langarige zeekraal       | Salicornia procumbens               | C       |
| Lenteklokje              | Leucojum vernum                     | B       |
| Mannetjesorchis          | Orchis mascula                      | B       |
| Moerasorchis             | Orchis palustris                    | B       |
| Moeraswespenorchis       | Epipactis palustris                 | B       |
| Moeraswolfsklauw         | Lycopodiella inundata               | A       |
| Monnikskap               | Aconitum napellus                   | A       |
| Paarse aspergeorchis     | Limodorum abortivum                 | A       |
| Paarse wespenorchis      | Epipactis purpurata                 | B       |
| Parnassia                | Parnassia palustris                 | A       |
| Peperboompje             | Daphne mezereum                     | A       |
| Plompe wolfsklauw        | Huperzia selago                     | A       |
| Poppenorchis             | Aceras anthropophorum               | B       |
| Purperorchis             | Orchis purpurea                     | A       |
| Rendiermos               | Cladonia (Cladina) spp.             | C       |
| Rietorchis               | Dactylorhiza praetermissa           | B       |
| Rode dopheide            | Erica cinerea                       | B       |
| Rode pekanjer            | Lychnis viscaria                    | A       |
| Ronde zonnedauw          | Drosera rotundifolia                | A       |
| Rood bosvogeltje         | Cephalanthera rubra                 | †       |
| Rotsanjer                | Dianthus gratianapolitanus          | A       |
| Rotsganzerik             | Potentilla rupestris                | A       |
| Rotshongerbloempje       | Draba aizoides                      | A       |
| Slangenwortel            | Calla palustris                     | A       |
| Soldaatje                | Orchis militaris                    | A       |
| Spekwortel               | Tamus communis                      | C       |
| Spinnenorchis            | Ophrys sphegodes                    | A       |
| Steenanjer               | Dianthus deltoides                  | A       |
| Stekende wolfsklauw      | Lycopodium annotinum                | A       |
| Stengelloze sleutelbloem | Primula vulgaris                    | B       |
| Sterhyacint              | Scilla bifolia                      | B       |
| Strandduizendguldenkruid | Centaurium littorale                | C       |
| Strobloem                | Helichrysum arenarium               | A       |
| Struweelroos             | Rosa dumalis                        | B       |
| Tengere wespenorchis     | Epipactis leptochila                | ?       |
| Valkruid                 | Arnica montana                      | A       |
| Veenmos                  | Sphagnum spp.                       | C       |
| Veenmosorchis            | Hammarbya paludosa                  | A       |
| Veenorchis               | Dactylorhiza sphagnicola            | B       |
| Viltroos                 | Rosa tomentosa                      | B       |
| Vleeskleurige orchis     | Dactylorhiza incarnata              | B       |
| Vliegenorchis            | Ophrys insectifera                  | A       |
| Vogelnestje              | Neottia nidus-avis                  | B       |
| Vrouwenschoentje         | Cypripedium calceolus               | †       |
| Wantsenorchis            | Orchis coriophora                   | †       |
| Waterdrieblad            | Menyanthes trifoliata               | C       |
| Waterlobelia             | Lobelia dortmanna                   | A       |
| Welriekende nachtorchis  | Platanthera bifolia                 | B       |
| Wigbladige roos          | Rosa elleptica                      | B       |
| Wilde averuit            | Artemisia campestris                | A       |
| Wilde judaspenning       | Lunaria rediviva                    | B       |
| Wildemanskruid           | Pulsatilla vulgaris                 | B       |
| Wit bosvogeltje          | Cephalanthera longifolia            | A       |
| Witte muggenorchis       | Pseudorchis albida                  | †       |
| Witte waterlelie         | Nymphaea alba                       | B       |
| Zeewinde                 | Calystegia soldanella               | A       |
| Zevenster                | Trientalis europaea                 | B       |
| Zomerklokje              | Leucojum aestivum                   | B       |
| Zomerschroeforchis       | Spiranthes aestivalis               | †       |